# کوله سان مانیو
کوله سان مانیو (به ایتالیایی: Colle San Magno) یک کومونه در ایتالیا است که در استان فروزینونه واقع شده‌است.

## خصوصیات
کوله سان مانیو ۴۴٫۸ کیلومترمربع مساحت و ۷۶۹ نفر جمعیت دارد و ۵۴۰ متر بالاتر از سطح دریا واقع شده‌است.